# Ashburton Shire
Ashburton är en kommun (Shire) i regionen Pilbara i Den ligger i delstaten  Western Australia i Australien. Kommunen har en area på 101 240 km² och enligt 2011 års folkräkning en befolkning på 10 001 invånare. Huvudort är Tom Price. Andra större orter är Paraburdoo, Onslow, Pannawonica och Wittenom.
Klimatet är torrt och varmt. Huvuddelen av marken används som betesmark. Andra viktiga näringar är gruvor (järnmalm), olja, naturgas, fiske och turism.